# Пекалка
Пекалка — протока реки Камчатка на полуострове Камчатка в России. Длина реки — 12 км.
Исходит из реки Камчатка у подножия горы Токинец, относящейся к хребту Низкому. Течёт на восток между урочищами Ягодным и Пекалка. Впадает в реку Камчатка слева на расстоянии 28 км от её устья. Скорость течения воды — 0,7 м/с. Ширина протоки — от 235 до 250 метров, глубина — 2 метра, дно песчаное.
По данным государственного водного реестра России относится к Анадыро-Колымскому бассейновому округу. Код водного объекта — 19070000112020000018268.